# Delikatesy
Delikatesy (v originále Delicatessen) je francouzský hraný film režírovaný Jean-Pierre Jeunetem a Marcem Caro z roku 1991. Film je celovečerní debut autorské dvojice, která již měla za sebou spolupráci na několika kratších projektech (L'Évasion (1978), Le Manége (1980), Le Bunker de la derniére rafale (1981)). V roce 1992 byl nominován v deseti kategoriích na Césara, z toho ve čtyřech kategoriích cenu vyhrál. O rok později byl nominován na cenu BAFTA v kategorii nejlepší neanglicky mluvený film. Oceněn byl i na dalších filmových festivalech po celém světě.

## Děj
Příběh se odehrává v jakémsi postapokalyptickém světě, kde se bohatství ukládá do obilí a kde se v kanalizaci prohánějí tajemní troglodyti. V polorozpadlém osamoceném činžovním domě bydlí se svými podivnými nájemníky řezník Clapet, který si ozvláštňuje jídelníček náhodnými kolemjedoucími. Jednoho dne se zde ale objeví bývalý klaun Louison, do kterého se zamiluje Clapetova dcera. A fungující systém rozdělování masa se začíná zadrhávat…

## Obsazení
| Dominique Pinon     | Louison             |
| Jean-Claude Dreyfus | Clapet              |
| Karin Viardová      | Mademoiselle Plusse |
| Marie-Laure Dougnac | Julie Clapet        |
| Pascal Benezech     | první oběť          |
| Ticky Holgado       | Marcel Tapioca      |
| Anne-Marie Pisani   | Madame Tapioca      |
| Jacques Mathou      | Roger               |
| Chick Ortega        | pošťák              |